# Collateral
Collateral (v anglickém originále Collateral) je americký kriminální film z roku 2004. Pro Maxe (Jamie Foxx) už je jeho 12letá práce losangeleského taxikáře absolutní rutinou. Lidé přicházejí a odcházejí, jejich tváře, mihající se v zpětném zrcadle, si pamatuje sotva do okamžiku, když za sebou zabouchnou dveře. Ale na klienta z dnešní noci, nájemného zabijáka Vincenta (Tom Cruise), tak brzy nezapomene. Vlivný drogový kartel se má objevit před federálním soudem, a tak je třeba eliminovat pět korunních svědků. Všichni se vyskytují v Los Angeles, a tak Vincent nastupuje do Maxova taxíku, bere si ho jako rukojmí a pro dvojici začíná rušná noc. Jestli Max nebude spolupracovat, skončí s kulkou v hlavě. Jestli ale bude spolupracovat, stane se komplicem. Když se po prvních komplikacích stane žluté auto cílem jednotek LAPD a FBI, přežití nesourodé dvojice je nečekaně závislé na jednom od druhého.
Režisérem filmu je Michael Mann. Hlavní role ve filmu ztvárnili Tom Cruise, Jamie Foxx, Jada Pinkett Smith, Mark Ruffalo a Peter Berg.

## Obsazení
| Tom Cruise           | Vincent             |
| Jamie Foxx           | Max Durocher        |
| Jada Pinkett Smith   | Annie Farrell       |
| Mark Ruffalo         | Ray Fanning         |
| Peter Berg           | Richard Weidner     |
| Bruce McGill         | Frank Pedrosa       |
| Irma P. Hall         | Ida Durocher        |
| Barry Shabaka Henley | Daniel Baker        |
| Debi Mazar           | profesionálka       |
| Javier Bardem        | Felix Reyes-Torrena |
| Jason Statham        | muž na letišti      |

## Ocenění

### Ceny
- BAFTA - nejlepší kamera, Dion Beebe a Paul Cameron

### Nominace
- Oscar - nejlepší herec ve vedlejší roli, Jamie Foxx
- Oscar - nejlepší střih, Jim Miller a Paul Rubell
- BAFTA - nejlepší herec ve vedlejší roli, Jamie Foxx
- BAFTA - nejlepší režie, Michael Mann
- BAFTA - nejlepší střih, Jim Miller a Paul Rubell
- BAFTA - nejlepší originální scénář, Stuart Beattie
- BAFTA - nejlepší zvuk, Elliott Koretz, Lee Orloff, Michael Minkler, Myron Nettinga
- Zlatý glóbus - nejlepší herec ve vedlejší roli, Jamie Foxx